# Long Tall Sally (мини-альбом)
Long Tall Sally — мини-альбом (EP) британской группы The Beatles; выпущен лейблом Parlophone (номер по каталогу GEP 8913) в Великобритании в монофоническом формате 19 июня 1964; является пятым официально изданным мини-альбомом с записями группы, и первым мини-альбомом The Beatles в Великобритании, на который вошли песни, до того не включавшиеся в изданные в Великобритании их синглы или альбомы (два трека вошли в выпущенный ранее в том же году в США альбом The Beatles’ Second Album, а другие два — в другой американский альбом, Something New). Мини-альбом был также выпущен в Испании и Франции. Четыре трека с этого мини-альбома были в 1980-х ремастированы Джорджем Мартином для издания на CD-диске и вошли в состав выпущенного в 1988 году сборника Past Masters, Volume One.
Песня «I Call Your Name» была написана Джоном Ленноном и Полом Маккартни; первоначально она была отдана Билли Дж. Крамеру (en:Billy J. Kramer) и его аккомпанирующей группе The Dakotas. Крамер выпустил песню на стороне «Б» своего сингла, где на стороне «А» расположена песня «Bad to Me» (автор Джон Леннон), которая в записи Крамера достигла в чарте синглов 1-го места. Остальные песни являются кавер-версиями известных песен других авторов.
Иллюстрация на обложке мини-альбома — фотография шведского фотографа Боссе Трентера (англ. Bosse Trenter), сделанная в Стокгольме 25 октября 1963.

## Список композиций
| №  | Название           | Автор(ы)                                          | Ведущий вокал | Длительность |
| -- | ------------------ | ------------------------------------------------- | ------------- | ------------ |
| 1. | «Long Tall Sally»  | Энотрис Джонсон, Ричард Пенниман, Роберт Блэкуэлл | Пол Маккартни | 2:03         |
| 2. | «I Call Your Name» | Леннон — Маккартни                                | Джон Леннон   | 2:09         |

| №  | Название    | Автор(ы)      | Ведущий вокал | Длительность |
| -- | ----------- | ------------- | ------------- | ------------ |
| 3. | «Slow Down» | Ларри Уильямс | Леннон        | 2:56         |
| 4. | «Matchbox»  | Карл Перкинс  | Ринго Старр   | 1:58         |

## Участники записи
- Джон Леннон: ведущий вокал, ритм-гитара, первая соло-гитара в Long Tall Sally
- Пол Маккартни: ведущий вокал, бас-гитара
- Джордж Харрисон: соло-гитара
- Ринго Старр: барабаны, ковбелл, ведущий вокал
- Джордж Мартин: продюсер записи, фортепиано

## Другие издания
- В США песни, вошедшие в мини-альбом, были разделены и вошли в американские альбомы 1964 года The Beatles’ Second Album («Long Tall Sally», «I Call Your Name») и Something New («Slow Down», «Matchbox»).
- В Канаде первые два трека, а также название мини-альбома были взяты для выпуска в 1964 году альбома The Beatles’ Long Tall Sally.
- В 1976 все четыре трека с этого мини-альбома вышли на двойном альбоме Rock ’n’ Roll Music, коллекции из 28 записей The Beatles с синглов и мини-альбомов. На альбоме Rock ’n’ Roll Music эти треки впервые были изданы на британских альбомах The Beatles в стерео-версии.
- В 1978 треки с мини-альбома (в моно-версии) были включены в британский альбом Rarities, впервые выпущенный как часть бокс-сета The Beatles Collection, а затем альбом был издан отдельно. На американской версии Rarities, которая отличается от британской, треки с мини-альбома отсутствуют[6].
- В конце 1980-х треки с мини-альбома вошли в сборник Past Masters, выпуск которого сделал доступными на CD-дисках все записи The Beatles, не входившие в 12 оригинальных британских альбомов группы, а также в американский альбом Magical Mystery Tour. На Past Masters треки с мини-альбома изданы также в стерео-версии. В 2009 покупатели получили возможность приобрести все записи The Beatles — в том числе и четыре трека с мини-альбома — как в стерео-версии (бокс-сет The Beatles Stereo Box Set), так и в моно-версии (сборник Mono Masters, моно-версия Past Masters).
- Мини-альбом был переиздан в 1992 как часть 15-дисковой коллекции Compact Disc EP Collection, треки записаны в их оригинальном моно-варианте.
- В декабре 2004 лейбл Capitol Records издал бокс-сет из четырёх CD-дисков под названием «The Capitol Albums, Volume 1». Бокс-сет включал переиздания первых четырёх альбомов, изданных Capitol в Америке, вышедших на американском рынке на компакт-дисках впервые. Песни с мини альбома вошли на 2-й диск («Long Tall Sally», «I Call Your Name»), где помещается альбом The Beatles’ Second Album, и на 3-й диск («Slow Down» and «Matchbox»), куда помещён альбом Something New. Все треки на всех четырёх дисках представлены как в моно, так и в стерео-версии.